# Rothilde (fille de Charlemagne)
Pour les articles homonymes, voir Rothilde.
Rothilde († 24 mars 852), était la fille de Charlemagne (742 † 814) et de sa concubine Madelgarde. Elle fut abbesse de Faremoutiers et fonda le monastère de Gy-les-Nonains.

## Biographie
Elle est citée en 840 comme abbesse de Faremoutiers près de Meaux, mais on ne sait pas à quelle date elle l'est devenue. Comme plusieurs de ses sœurs furent bannies de la cour en 814 à l'avènement de Louis le Pieux, il n'est pas impossible qu'elle soit entrée dans les ordres à cette date.
Louis le Pieux donna à Rothilde les terres de Gy-les-Nonains où elle établit le couvent de la Gloire-Dieu, un monastère bénédictin, avec la bénédiction de cette fondation par saint Aldric, ancien abbé de Ferrières et archevêque de Sens[réf. nécessaire]. 
Cette donation est confirmée par Lothaire Ier, fils et successeur de Louis le Débonnaire, en 841 : « … Le dit petit monastère de Gy soit rattaché au susdit monastère de Faremoutiers et que tous les deux soient réunis en un ( ... ) sous l'autorité et le gouvernement d'une seule abbesse ( .. ) »[réf. nécessaire].
Rothilde resta longtemps à Gy-les-Nonains. Vers la fin de sa vie elle fut non plus abbesse mais “dame de Gy”.
En 1781 on peut lire dans l'almanach de Sens : « Dans les commencemens de la seconde race de nos rois, l'abbaye de Faremoustiers vit à sa tête une princesse de sang royal, que l'on trouve indifféremment appelée Hithrude ou Rothrude ( ... ). L'empereur Louis le Débonnaire avoit uni l'abbaye de Faremoustiers ( .. ) et le monastère de Gy en Gastinois, à trois lieues de Montargis. Depuis, il a toujours eu à Gy un prieuré conventuel dépendant de l'abbesse de Faremoustiers ( .. ) ».